# Vizela
Vizela là một huyện thuộc tỉnh Braga, Bồ Đào Nha. Huyện này có diện tích 24 km², dân số thời điểm năm 2001 là 22595 người.